# Hinrich E. Bues
Hinrich E. Bues (* 1954) ist ein deutscher römisch-katholischer Publizist und Dozent für christliche Spiritualität und Evangelisation an der Philosophisch-Theologischen Hochschule Benedikt XVI. Heiligenkreuz.

## Leben
Er studierte von 1974 bis 1980 evangelische Theologie in Kiel und Hamburg. Von 1981 bis 2002 war er Vikar und Pastor der Nordelbischen Evangelisch-Lutherischen Kirche, bevor er zur Katholischen Kirche konvertierte. Von 2002 bis 2004 erwarb er das Lizentiat in katholischer Theologie der Spiritualität in Münster und von 2004 bis 2006 das Doktorat in Historischer Theologie in Vallendar. Seit 2006 arbeitet er als katholischer Publizist und Karriereberater in Hamburg. Seit 2013 lehrt er als Dozent für Spiritualität und Evangelisation in Heiligenkreuz. Er lebt in Hamburg.

## Werke
- mit Eberhard Arnold und Klaus Runkel: Wendepunkt. Mitten im Leben das Leben neu entdecken! Ein Grundkurs des Glaubens. Gießen 1992, ISBN 3-88404-087-1.
- Christwerden im Geiste Marias. Charisma und Geschichte der Darmstädter und Schönstätter Marienschwestern. Vallendar 2006, ISBN 3-87620-292-2 (zugleich Dissertation, PTH Vallendar 2006).
- Die Spiritualität der Schönstattbewegung. Eine historische Studie zur missionarischen Spiritualität neuer kirchlicher Bewegungen. Münster 2007, ISBN 3-86582-429-3 (zugleich Lizenziatsarbeit, PTH Münster 2004).
- Mit Maria zu Jesus. Ein Bibelbilderbuch zum Vorlesen und Betrachten. Be&Be-Verlag: Heiligenkreuz 2013, ISBN 978-3-902694-61-4.
- Pater Bernhard: Nur die Liebe heilt, Erzählungen über das Wirken des lebendigen Gottes in meinem Leben. Be&Be-Verlag: Heiligenkreuz 2015, ISBN 978-3-902694-87-4.
- Der Apostel Effekt. Lernen von den erfolgreichsten Gründern der Geschichte: Motivation, Mentalität, Strategie und Mission der 12 Apostel. Fe-Medien: Kißlegg 2016, ISBN 3-86357-160-6.
- Mission Menschenfischer – Mit JESUS lernen, neue Christen zu gewinnen. Be&Be-Verlag: Heiligenkreuz 2022, ISBN 978-3-903602-48-9.